# Малякин, Анатолий Михайлович
Анатолий Михайлович Малякин (род. 25 мая 1945 года, Староконстантинов, Хмельницкий район, Хмельницкая область, УССР, СССР) — советский и российский педагог, учитель химии, народный учитель Российской Федерации (2003).

## Биография
Родился 25 мая 1945 года в городе Староконстантинове Хмельницкой области Украинской ССР.
В 1962 году — окончил Прилукскую среднюю школу № 5 Черниговской области.
С августа 1962 по июнь 1964 года — работал чистильщиком на Прилукской чулочной фабрике.
В 1970 году — окончил Нежинский государственный педагогический институт имени Н. В. Гоголя, специальность «учитель химии и биологии средней школы».
С сентября 1964 по август 1966 года — работал в школе-интернате города Прилуки Черниговской области в должности подменного воспитателя.
С сентября 1966 по август 1980 года — учитель химии средней школы № 2 города Окуловка Новгородской области.
С августа 1980 по сентябрь 1985 года — учитель химии средней школы № 3 города Новгорода.
С сентября 1985 года по настоящее время — учитель химии средней № 26 с углубленным изучением химии и биологии.
Имеет высшую квалификационную категорию, его ученики являются призёрами городских, областных, межрегиональных, всероссийских и международных олимпиад (Токмачев Андрей — серебряная медаль на международной олимпиаде в Норвегии, Рябинкин Илья — золотая медаль на международной олимпиаде в Канаде, Тимченко Юрий — золотая медаль — на международной олимпиаде в Венгрии).
Более 40 бывших учеников работают учителями химии, преподавателями высших заведений в Новгородской области и других регионах России. Многие из них имеют ученые степени и звания.
Ведет большую внеклассную работу по предмету, под его руководством проводятся общешкольные вечера и конференции по химии, работают кружки «Юный химик», «За страницами учебника».
Автор работ, опубликованных в журнале «Химия в школе».
Автор изданного в 2007 году двухтомника для 9-х классов, 10-11 классов: «Химические олимпиады школьников: подготовка, организация и проведение».
В 2004 и 2012 годах на выборах Президента Российской Федерации являлся доверенным лицом Владимира Владимировича Путина.

## Награды
- Орден Почёта (1996)
- Почётное звание «Народный учитель Российской Федерации» (2003)
- Медаль «Ветеран труда» (1988)
- Почётное звание «Заслуженный учитель школы РСФСР» (1990)
- Юбилейная медаль «В память 1150-летия Великого Новгорода» (2009)
- Почётный знак «За заслуги перед Великим Новгородом» (2010)
- Почётный гражданин Великого Новгорода (2012) — за многолетний результативный, творческий труд, выдающиеся успехи в области образования
- его имя внесено в Книгу Почета Новгородской области (2007)